# Barbiturat

Axit barbituric, cấu trúc chính của tất cả các barbiturat

Barbiturat là một loại thuốc hoạt động như một thuốc ức chế hệ thần kinh trung ương, và do đó có thể tạo ra một phổ tác dụng rộng, từ an thần nhẹ đến tử vong. Barbiturat có hiệu quả như thuốc giải lo âu, thuốc thôi miên và thuốc chống co giật, nhưng có khả năng gây nghiện về thể chất và tâm lý. Chúng phần lớn đã được thay thế bằng các thuốc benzodiazepin trong thực hành y tế thông thường, đặc biệt là trong điều trị chứng lo âu và mất ngủ, do nguy cơ gây nghiện và quá liều thấp hơn đáng kể và thiếu thuốc giải độc cho chứng quá liều barbiturat. Mặc dù vậy, barbiturat vẫn được sử dụng cho nhiều mục đích khác nhau: gây mê toàn thân, động kinh, điều trị chứng đau nửa đầu cấp tính hoặc đau đầu chùm, cái chết êm ái, xử tử hình bằng thuốc độc và tự tử có hỗ trợ.
Tên barbiturat bắt nguồn từ thực tế là tất cả chúng đều là dẫn xuất hóa học của axit barbituric.

## Công dụng

### Dược phẩm
Các barbiturat như phenobarbital từ lâu đã được sử dụng làm thuốc giải lo âu và thôi miên, nhưng ngày nay đã được thay thế phần lớn bởi các thuốc benzodiazepin cho những mục đích này vì loại thuốc này ít độc hơn khi dùng quá liều. Tuy nhiên, barbiturat vẫn được sử dụng làm thuốc chống co giật (ví dụ: phenobarbital và primidone) và thuốc gây mê nói chung (ví dụ, natri thiopental).
Barbiturat ở liều cao được sử dụng cho tự tử có sự trợ giúp của bác sĩ, và kết hợp với thuốc giãn cơ cho cái chết êm ái và cho hình phạt tử hình bằng cách tiêm thuốc độc. Barbiturat thường được sử dụng làm chất khử độc trong thuốc thú y cho động vật nhỏ.